# 鄧綏
鄧 綏（とう すい）は、後漢の和帝の2番目の皇后。諡は熹で、諡号としては夫の諡を重ねて和熹皇后（わきこうごう）。南陽郡新野県の人。祖父は太傅の鄧禹。父は鄧訓。母は陰麗華の従弟の娘。兄は鄧騭。

## 生涯
幼い頃に祖母の太傅夫人に可愛がられた。6歳で史書（篆書体）を勉強した。その後も『論語』・『詩経』などを誦したため、家族は「諸生」と呼んだ。
永元7年（95年）、15歳で和帝の後宮に入った。身長は7尺2寸（約165cm）。類いまれな美貌の持ち主だったため、周りの人がみんな驚いたという。和帝に深く寵愛を受け、翌年に貴人となった。丁寧に陰皇后に仕えたが、背の低い皇后から怒りをもって遇された。陰皇后は幼くして聡慧、書芸に巧みで鄧綏が現れるまで寵愛深かった。永元14年（102年）、陰皇后は廃位された。和帝が鄧綏を皇后にしようとした。鄧綏は辞退したが、同年10月に皇后に立てられた。
元興元年12月（106年2月）、和帝は死去した。鄧綏は皇太后として臨朝し、長子平原王劉勝を持病があるとして生後100日余りの劉隆を皇帝に擁立した（正史に承認されただけで数百人を数える皇帝の中でも史上最年少、殤帝）。その兄の車騎将軍鄧騭と共に朝政を運営していた。しかし延平元年（106年）、殤帝は2歳で死去し、13歳の劉祜が擁立された（安帝）。鄧氏の臨朝は継続し、鄧騭が朝政を運営した。
摂政を務めた鄧氏兄妹は他の外戚に比べて良質であり、鄧綏は班昭に経書の講義を受けたりした人物であった。鄧騭も、1万戸の領地を受けた後でさらに3千戸の加増を申し渡されたときに、固辞して受け取らなかったという。一方で権力欲が強い。杜根は成人の安帝の親政を求める上書をおこなった。鄧綏は激怒して、杜根を収監し、袋詰めにして殿上で撲殺しようとした。
永寧2年（121年）3月に死去。和帝の順陵に合葬された。鄧綏がわざわざ夫の実子を避けて立てた安帝の命令で、鄧騭は絶食して果てた。
太后として臨朝した際に、母の姉・陰氏の財産を戻した（不慮の横死を遂げた孝和陰皇后とその父母の死から8年後）。もともと鄧氏は後漢建立以来の外戚である陰氏の、さらに外戚の家であった。関連性はもちろん皆無だが、北周・隋皇室を乗っ取った外戚の唐皇室をさらに外戚武則天が乗取ったことと類似する。

## 日本との関係
『後漢書』（唐の太宗の時代になって司馬彪の『続漢書』志が合刻された）東夷伝によると、鄧綏は永初元年（107年）摂政として安帝と共に倭国王帥升らの朝貢を受け、生口160人を献上された。諱の「綏」は、奈良時代末期に淡海三船が一括撰上した天皇家の漢風諡号のうち、第2代綏靖天皇にも使用されているが、『隋書』（『後漢書』とペアになって流布した章懐太子李賢注より先行する。二十四史の中でも際立つ、外戚世家・后妃列伝ならぬ異例な巻「皇后本紀」を擁する『後漢書』を編纂注釈するものは、古来范曄より章懐太子に至るまで謀反・大逆のかどで処刑される人がとりわけ多かった）の使用例でも明らかな通り、関連は無いと決着を付けるのが妥当であろう。

## 登場作品
テレビドラマ
- ハンシュク〜皇帝の女傅（2015年、中国、演：リー・チェン）